# أم السطح
أم السطح قرية سوريّة تتبع إداريّاً لمحافظة حلب منطقة منبج ناحية مركز منبج، بلغ تعداد سكانها 578 نسمة حسب التعداد السكاني لعام 2004.